# Juniorvärldsmästerskapen i alpin skidsport 2018
Juniorvärldsmästerskapen i alpin skidsport 2018 hölls mellan den 30 januari och 8 februari 2018 i Davos, Schweiz. Mästerskapen var de 37:e i ordningen.

## Resultat

### Herrar
| Gren        | Guld                   | Guld    | Silver                  | Silver  | Brons                        | Brons   |
| Störtlopp   | Marco Odermatt Schweiz | 2.20,18 | Sam Mulligan Kanada     | 2.20,20 | Lars Rösti Schweiz           | 2.20,21 |
| Super-G     | Marco Odermatt Schweiz | 1.07,59 | River Radamus USA       | 1,08,47 | Luke Winters USA             | 1.08,50 |
| Storslalom  | Marco Odermatt Schweiz | 1.39,47 | Fabio Gstrein Österrike | 1.40,44 | Albert Popov Bulgarien       | 1.40,79 |
| Slalom      | Clément Noël Frankrike | 1.45,31 | Alex Vinatzer Italien   | 1.48,08 | Joachim Jagge Lindstøl Norge | 1.48,49 |
| Kombination | Marco Odermatt Schweiz | 2.01,77 | Semyel Bissig Schweiz   | 2.02,02 | Raphael Haaser Österrike     | 2.02,67 |

### Damer
| Gren        | Guld                     | Guld    | Silver                          | Silver  | Brons                       | Brons   |
| Störtlopp   | Kajsa Vickhoff Lie Norge | 1.10,10 | Juliana Suter Schweiz           | 1.10,38 | Yuliya Pleshkova Ryssland   | 1.10,65 |
| Super-G     | Kajsa Vickhoff Lie Norge | 1.12,22 | Franziska Gritsch Österrike     | 1.12,27 | Stephanie Jenal Schweiz     | 1.12,85 |
| Storslalom  | Julia Scheib Österrike   | 1.39,66 | Katharina Liensberger Österrike | 1.39,79 | Riikka Honkanen Finland     | 1.40,60 |
| Slalom      | Meta Hrovat Slovenien    | 1.46,51 | Franziska Gritsch Österrike     | 1.47,23 | Aline Danioth Schweiz       | 1.47,76 |
| Kombination | Aline Danioth Schweiz    | 2.03,41 | Meta Hrovat Slovenien           | 2.03,97 | Franziska Gritsch Österrike | 2.04,57 |

### Lagtävling
| Gren       | Guld                                                            | Guld                                                            | Silver                                                                     | Silver                                                                     | Brons                                                                | Brons                                                                |
| Lagtävling | Schweiz Camille Rast Marco Odermatt Aline Danioth Semyel Bissig | Schweiz Camille Rast Marco Odermatt Aline Danioth Semyel Bissig | Norge Kajsa Vickhoff Lie Lucas Braathen Kaja Norbye Joachim Jagge Lindstøl | Norge Kajsa Vickhoff Lie Lucas Braathen Kaja Norbye Joachim Jagge Lindstøl | Österrike Julia Scheib Simon Rueland Franziska Gritsch Fabio Gstrein | Österrike Julia Scheib Simon Rueland Franziska Gritsch Fabio Gstrein |

### Medaljtabell
| Nr                   | Nation               | Guld | Silver | Brons | Totalt |
| -------------------- | -------------------- | ---- | ------ | ----- | ------ |
| 1                    | Schweiz (SUI)        | 6    | 2      | 3     | 11     |
| 2                    | Norge (NOR)          | 2    | 1      | 1     | 4      |
| 3                    | Österrike (AUT)      | 1    | 4      | 3     | 8      |
| 4                    | Slovenien (SLO)      | 1    | 1      | 0     | 2      |
| 5                    | Frankrike (FRA)      | 1    | 0      | 0     | 1      |
| 6                    | USA (USA)            | 0    | 1      | 1     | 2      |
| 7                    | Italien (ITA)        | 0    | 1      | 0     | 1      |
| 7                    | Kanada (CAN)         | 0    | 1      | 0     | 1      |
| 9                    | Bulgarien (BUL)      | 0    | 0      | 1     | 1      |
| 9                    | Finland (FIN)        | 0    | 0      | 1     | 1      |
| 9                    | Ryssland (RUS)       | 0    | 0      | 1     | 1      |
| Totalt (11 nationer) | Totalt (11 nationer) | 11   | 11     | 11    | 33     |